# ایرنی
ایرنی (به انگلیسی: Airani) یک منطقهٔ مسکونی در هند است که در کارناتاکا واقع شده‌است.